# ミドルテネシー州立大学
ミドルテネシー州立大学（英語: Middle Tennessee State University）は、アメリカ合衆国テネシー州マーフリースボロー市に本部を置くアメリカ合衆国の州立大学。1911年創立、1909年大学設置。
日本では、中部テネシー州立大学とも呼ばれる。

## 歴史
1911年にミドルテネシー師範学校（Middle Tennessee Normal School）として創立され、1943年に名前をミドルテネシー州立カレッジ（Middle Tennessee State College）とし、1965年に再びミドルテネシー州立大学と改名される。初めは教育学部や看護学部が教育の中心であったが、現在は航空学、ビジネス、マスコミュニケーション/レコーディング産業と音楽産業学部が有名である。そして、現在では学校の本校があるナッシュビルから車で30分ほどの町であるマーフリースボローの経済的に中核的な存在になっており、町側としても経済の恩恵を受けている。

## キャンパス
面積は188ヘクタール。マーフリースボロのダウンタウンに隣接している。座標は、北緯35度50分56秒 西経86度21分54秒 / 北緯35.849度 西経86.365度
現在は、学校インフラストラクチャーの充実に取り組んでいる。

### 学部と大学院（設立年代順）

#### 大学内部門
- 応用部
- 行動部
- 教育部
- 文学部
- マスコミュニケーション部
- ビジネス部
- 大学院

#### 学部
- 芸術
- ビジネス
- 音楽
- 科学
- 看護
- 社会学

#### 特別学科
カントリー・ミュージックで世界的に有名なナッシュビルに近い立地を生かしたマスコミュニケーション学部のレコーディング産業学科は有名で、音楽産業とプロダクション技術に分かれている。また航空学科やコンクリート学科も有名である。それらの学科には、州外からの生徒も数多くいる。

#### 大学院
- MBA
- 情報システム
- 教育

#### スポーツ
15のスポーツチームがある。愛称はブルー・レイダース（Blue Raiders）。マスコットはライトニング（Lightning）。

#### 提携教育機関
埼玉大学、福島大学、関西外国語大学、名古屋学院大学、西南学院大学。

## 図書館
- 図書館

## 学生
学生数は2022年の統計で20,488人。学生数はテネシー州の州立大学で2番目に多い。

## 学校運営のラジオ・テレビ・新聞・雑誌等
ミドルテネシー州立大学は2つのFMラジオのライセンスを取得している。
- 88.3 WMTS (680 W, student-programmed college radio station, home to MTSU Women's basketball and MTSU baseball broadcasts)- WMTS
- 89.5 WMOT (100 kW, professionally-programmed jazz station, home to MTSU Men's basketball and MTSU football broadcasts)- WMOT
- またMTSUはコムキャスト・ケーブルテレビでMTTVという10ch を提供されている。

## ノーベル賞受賞者
- ジェームズ・M・ブキャナン博士 (1986年、経済学賞)
- ムハマド・ユヌス博士 (2007、平和賞)

## 著名な出身者

### 行政・官界
- マーク・グウィン - テネシー州捜査局長官 (2004年-2010年)

### 政界
- ビル・ボーナー（1967年卒業）- 元ナッシュビル市長（1987年-1991年）、元下院議員（民主党、テネシー州第5区、1979年-1987年）
- バート・ゴードン（1971年卒業）- 下院議員（民主党、テネシー州第6区、1985年-現職）
- アルバート・ゴア・シニア（1932年卒業）- 元上院議員（民主党、テネシー州、1953年-1971年）

### 教育
- ジェームズ・M・ブキャナン（w:James M. Buchanan）(1940年卒業) - 経済学者、ノーベル賞受賞者
- テリー・ウィークス（Terry Weeks）(1972年卒業) - 全米最優秀教員（1988年）

### スポーツ
- ジェイホーク・オーウェンズ - 元MLB捕手
- マーティ・カーター (1991年卒業) - 元NFLセイフティ
- タイローン・キャリコ (2002年卒業) - NFLワイドレシーバー
- ドワイト・ストーン (1986年卒業) - 元NFLワイドレシーバー
- ドゥウォーン・ヒックス - NFLランニングバック
- デウォン・ブラゼルトン - MLB投手
- ケリー・ホールコム (1995年卒業) - NFLクォーターバック
- レシャード・リー（w:ReShard Lee） - NFLランニングバック

### 文化・芸術
- デレク・カーター（Derek Carter） - 俳優 (キャンパス・レディース)
- ジョージ・S・クリントン (1969年卒業) - ハリウッド映画作曲家 (『オースティン・パワーズ』三部作)
- ジョン・コッフェルト (1981年-1984年在学) - ニューヨーク在住の画家、彫刻家
- スコット・“スキッピー”・チャップマン (2001年卒業) - コード・オブ・エシックスのキーボーディスト、シンガーソングライター
- クリス・ヤング - カントリー・ミュージックのシンガー、ナッシュヴィル・スター優勝（2006年）
- エイミー・リー（短期間在学） - エヴァネッセンスのヴォーカル
- ブライス・ロング (1993年卒業) - カントリー・ミュージックのシンガーソングライター

### その他
- アシュリー・アイカー - ミス・テネシー 2004年
- ローレン・グリッソム - ミス・テネシー・USA 2006年